# Pia Barucki

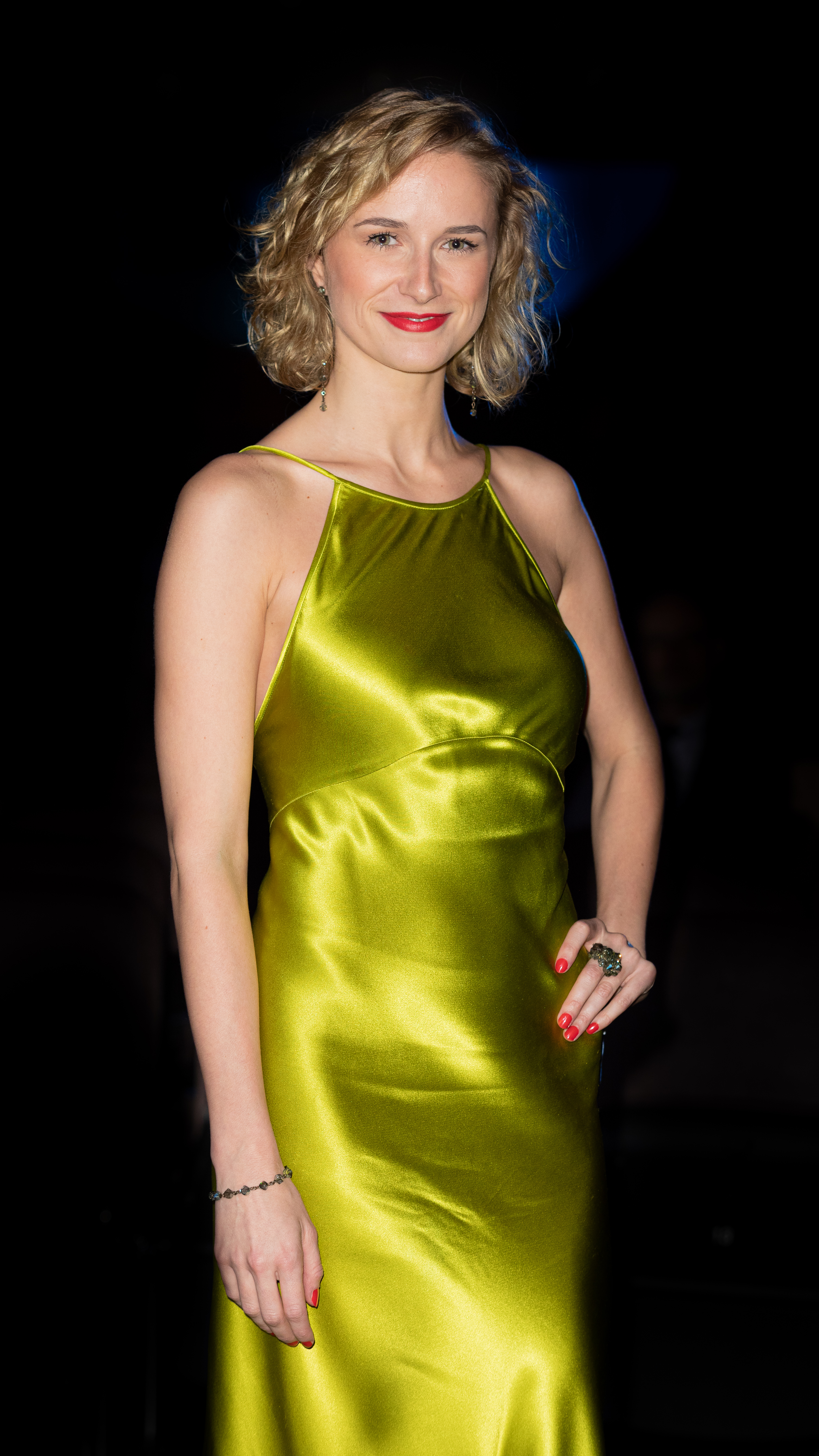
Pia-Micaela Barucki, 2019

Pia-Micaela Barucki (* 1. Dezember 1990 in Berlin-Mitte) ist eine deutsche Schauspielerin.

## Leben
Ihre erste Hauptrolle spielte Pia Barucki 2003 in dem ZDF-Film Ein Mann für den 13. an der Seite von Sandra Speichert, Marco Girnth und Oliver Mommsen. Sie besuchte am Rosa-Luxemburg-Gymnasium in Berlin-Pankow einen Schauspielkurs und absolvierte 2009 ihr Abitur. Von 2010 bis 2014 absolvierte sie ein Schauspielstudium an der Hochschule für Musik und Theater „Felix Mendelssohn Bartholdy“ Leipzig und ging 2012 ans Schauspielstudio am Maxim-Gorki-Theater in Berlin, wo sie u. a. mit Antú Romero Nunes, Jan Gehler, Hannes Weiler, Jan Neumann und Armin Petras zusammenarbeitete. Nach ihrem Abschluss 2014 spielte sie in diversen Inszenierungen am Zimmertheater Rottweil und bei den Bad Hersfelder Festspielen. Anschließend war sie an den Theatern in Chemnitz und Magdeburg engagiert, wo sie u. a. mit Jan Koslowski, Peter Kleinert, Philipp Löhle und Hakan Savaş Mican arbeitete.
Seit 2018 arbeitet Barucki als freiberufliche Schauspielerin und war zuletzt an der Komödie am Kurfürstendamm im Schillertheater bei „Willkommen bei den Hartmanns“ an der Seite von Gesine Cukrowski und Rufus Beck zu sehen sowie am Berliner Ensemble in Heiner Müllers Inszenierung von Arturo Ui mit Martin Wuttke.
In der RTL-Kriminalfilmreihe Dünentod – Ein Nordsee-Krimi verkörperte sie an der Seite von Hendrik Duryn in sieben Folgen die Rolle der Hauptkommissarin Femke Folkmer.

## Filmographie

### Kino
- 2005: Mondscheinkinder, Manuela Staacke
- 2008: Ein Teil von mir, Christoph Röhler
- 2010: Karaoke, Leonie Krippendorf, Kurzfilm
- 2014: Korridor Nr. 50, Evy Schubert, Kurzfilm
- 2016: Intergalactical Chewing Gum, Judith Taureck, Kurzfilm
- 2019: Mamanam, Linda-Schiwa Klinkhammer

### Fernsehen
- 2003: Das Blaue Wunder, Martin Gies, ARD
- 2003: Ein Mann für den 13., Ulrich Zrenner, ZDF
- 2004: Drei Tage Leben, Oliver Schmitz, Pro7
- 2006: Allein unter Bauern, Ulrich Zrenner, Dennis Satin, SAT1
- 2007: Die Stein, Franziska Meyer-Price, ARD
- 2007: Hallo Robbie, Christoph Klünker, ZDF
- 2007: Unter Druck, Peter Keglevic, ZDF
- 2007: Ein Fall für Nadja, Patrick Winczewski, ARD
- 2008: Unser Charly, Monika Zinnenberg, ZDF
- 2008: Das Geheimnis im Wald, Peter Keglevic, ZDF
- 2010: Sie hat es verdient, Thomas Stiller, ARD
- 2011: SOKO Leipzig »Fightclub«, Oren Schmuckler, ZDF
- 2011: Sarajevo – Weg zur Macht, Bernd Fischerauer, ARD
- 2012: Bismarck, Bernd Fischerauer, ARD
- 2015: Ein starkes Team: Geplatzte Träume, Florian Kern, ZDF
- 2019: Ein ganz normaler Tag, Ben Verbong, SAT1
- 2019: Notruf Hafenkante »Kiezlösung«, Dietmar Klein, ZDF
- 2019: SOKO Köln »Mandantengeheimnis«, Alexander Costea, ZDF
- 2019, 2023: SOKO Leipzig »Dem Himmel so nah, Joela«, Kerstin Ahlrichs, ZDF
- 2020: Glauben, Daniel Prochaska, Serie TV Now
- 2020: Frau Jordan stellt gleich, Michael Binz, Joyn/Pro7
- 2020: SOKO Stuttgart »Nachts im Museum«, Gero Weinreuter, ZDF
- 2021: Charité (1 Folge der 3. Staffel), Christine Hartmann, ARD
- 2021: Kroymann (Satiresendung, 1 Folge)
- 2021: Blackout, Lancelot von Naso/Oliver Rihs, Serie Joyn/Sat.1
- 2021: In aller Freundschaft – Die jungen Ärzte »Konsequenz«, Dieter Laske, ARD
- seit 2022: Der König von Palma, RTL
- 2022: Ein Sommer am Gardasee, Stefanie Sycholt, ZDF
- 2022: In aller Freundschaft »Parallelwelten«, Micaela Zschieschow, ARD
- 2023–2025: Dünentod – Ein Nordsee-Krimi (Fernsehserie)
  - 2024: Tod auf dem Meer
  - 2024: Falsches Spiel
  - 2025: Tödliche Geheimnisse
- 2023: Eine Billion Dollar (Fernsehserie)
- 2023: Polizeiruf 110: Cottbus Kopflos
- 2024: Tatort: Stille Nacht
- 2025: Der Bergdoktor (Fernsehserie, Folge Sternenkinder)

### Theater
- 2006: DS, Erzähl mir doch kein Märchen, R: Sabine Kündiger
- 2007: DS, Woyzeck, R: Sabine Kündiger
- 2008: Darstellendes Spiel, Macbeth, Lady Macbeth, R: Sabine Kündiger
- 2009: Darstellendes Spiel, Die Stühle, R: Sabine Kündiger
- 2010: HMT Leipzig/Moritzbastei, Ich knall euch ab! von Morton Rhue, R: Olaf Hilliger
- 2011: HMT Leipzig/Moritzbastei, Speedmonologe
- 2012: Freilichtbühne im Grassi Museum, Sonnenallee von Thomas Brussig, R: Olaf Hilliger
- 2012: HMT Leipzig/Moritzbastei, Idomeneus von Roland Schimmelpfennig, R: Julia von Sell
- 2013: Maxim Gorki Theater Berlin, 5 Tage im Juni von Stefan Heym, R: Jan Neumann
- 2013: Maxim Gorki Theater Berlin, Tobias Schwartz, Destille, R: Armin Petras
- 2013: Maxim Gorki Theater Berlin, Jonas Jagow (UA), Michel Decar, R: Jan Gehler
- 2013: Maxim Gorki Theater Berlin, Die Räuber, von Friedrich Schiller, R: Antú Romero Nunes
- 2013: Maxim Gorki Theater Berlin, Idioten von Lars von Trier, R: Michael Schweighöfer
- 2014: Zimmertheater Rottweil, Alice im Wunderland von Lewis Carroll, Alice, R: Peter Staatsmann
- 2014: Zimmertheater Rottweil, Kabale und Liebe von Friedrich Schiller, Luise/Lady Milford, R: Peter Staatsmann
- 2014: Bad Hersfelder Festspiele, Don Quichote von Miguel de Cervantes, R: Tobias Bungter / Laura Quarg
- 2014: Maxim Gorki Theater Berlin, Talking straight festival, R: Daniel Cremer
- 2014: Maxim Gorki Theater Berlin, Wir könnten, aber ..., R: Hannes Weiler
- 2015: Theater Chemnitz, Der Menschenfeind von Moliere, Eliante, R: Carsten Knödler
- 2015: Theater Chemnitz, Einer flog über das Kuckucksnest von Ken Kesey, Sandra, R: Carsten Knödler
- 2015: Bad Hersfelder Festspiele, Verführen Sie doch bitte meine Frau von Tobias Goldfarb, Camilla, R: L. Quarg
- 2015: Zimmertheater Rottweil, Wer hat Angst vor Virginia Woolf? von Edward Albee, Honey, R: Peter Staatsmann
- 2016: Theater Magdeburg, Der Feuervogel, R: Marcus Mislin
- 2016: Theater Magdeburg, Kruso von Lutz Seiler, R: Cornelia Crombholz
- 2016: Theater Magdeburg, Emil und die Detektive, Pony Hütchen, R: Robin Telfer
- 2016: Theater Magdeburg, Tartuffe von Moliere, Marianne, R: Krysztof Minkowski
- 2016: Theater Magdeburg, Die Stadt der Fahrraddiebe, R: Hakan Savas Mican
- 2016: Theater Chemnitz, Die Zärtlichkeit der Hunde (UA), R: Nina Mattenklotz
- 2016: Theater Chemnitz, Stella von J. W. Goethe, R: Alexander Flache
- 2016: Theater Chemnitz, Onkel Wanja von A. Tschechow, Jelena, R: Carsten Knödler
- 2017: Theater Magdeburg, Hello. It’s me Democracy, R: Jan Koslowski
- 2017: Theater Magdeburg, Pippi Langstrumpf von Astrid Lindgren, Pippi, R: Grit Lukas
- 2017: Theater Magdeburg, Bunbury von Oscar Wilde, Gwendolen, R: Matthias Fontheim
- 2017: Theater Magdeburg, Die Stunde, da wir nichts voneinander wußten von Peter Handke, R: Cornelia Crombholz
- 2017: Theater Magdeburg, Das Gut Stepantschikowo und seine Bewohner von Dostojewski, R: Vlad Troitsky
- 2017: Theater Magdeburg, George Kaplan, F. Sonntag, R: Philipp Löhle
- 2018: Theater Magdeburg, Peterchens Mondfahrt, R: Marcus Mislin
- 2018: Theater Magdeburg, Die Kleinbürgerhochzeit von Bertolt Brecht, Emmi, R: Peter Kleinert
- 2019–18: Komödie am Kurfürstendamm/Schillertheater »Willkommen bei den Hartmanns«, R: Martin Woelffer
- 2019: Bad Hersfeld Grebe Keller, Faust von J. W. Goethe, Gretchen, R: Holk Freytag
- 2020–18: Berliner Ensemble, Arturo Ui von Bertolt Brecht, R: Heiner Müller
- 2020: St. Pauli Theater Hamburg, Gefährliche Liebschaften von Christopher Hampton, R: Jürgen Flimm

### Web
- 2012: »The Folks«, I like the way you move, Denis Krafczyk, Musikvideo
- 2019: Licht – die ganze Welt ist Bühne, Joachim Foerster, Charles Morillon, Patrick Berg, Webserie
- 2019: Remember, Gustav Simon, Kinokurzfilm

## Auszeichnungen
- 2006 Förderpreis DEFA-Stiftung für »Mondscheinkinder«, R: Manuela Staacke
- 2009 Max Ophüls Festival, Publikumspreis »Ein Teil von mir«, R: Christoph Röhler
- 2013 Friedrich-Luft-Preis für »Die Räuber«, R: Antú Romero Nunes/Maxim Gorki Theater Berlin
- 2020 »Mamanam« Wettbewerb Kurzfilm beim Max-Ophüls Filmfestival
- 2020 Prix ON VOUS MENT, Festival du Film Jeune de Lyon